# Condado de Agrela
El condado de Agrela es un título nobiliario español creado por el rey Alfonso XIII, el 7 de diciembre de 1890, (R.D. de 5 de octubre de 1890), a favor de Mariano Agrela y Moreno, diputado a Cortes y senador de Granada.

## Condes de Agrela
|                                  | Titular                          | Periodo                   |
| Creación por Alfonso XIII        | Creación por Alfonso XIII        | Creación por Alfonso XIII |
| -------------------------------- | -------------------------------- | ------------------------- |
| I                                | Mariano Agrela y Moreno          | 1890-1930                 |
| II                               | María del Rosario Agrela y Bueno | 1930-1953                 |
| Rehabilitación por Juan Carlos I |                                  |                           |
| III                              | Jaime de Silva y Agrela          | 1985-1996                 |
| IV                               | Jaime de Silva y Mora            | 1997-2007                 |
| VI                               | Flavia de Silva y Allende        | 2007-actual titular       |

## Historia de los condes de Agrela
- Mariano Agrela y Moreno (Granada, 16 de agosto de 1842-5 de noviembre de 1930), I conde de Agrela,[2][3] político e industrial, diputado por Granada (1876, 1879, 1884, 1886, 1891, 1898, 1899)[4] y senador por la provincia de Granada (1893, 1894-1895), y vitalicio (1900-1923)[5]

Casó con la cubana, Leticia Bueno Garzón. Le sucedió, en 1930, su hija:
- María del Rosario Agrela y Bueno, (Granada, 1897-Madrid, 29 de julio de 1953), II condesa de Agrela[2] y dama y amiga de la reina Victoria Eugenia de Battenberg.[6]

Casó con Jaime de Silva y Mitjans (Madrid, 8 de junio de 1893-ibid., 24 de abril de 1975), XIX conde de Salinas (real decreto de rehabilitación de 8 de marzo de 1918) XX duque de Lécera, XII duque de Bournonville,  VIII marqués de Fuentehoyuelo (por rehabilitación en 1921), X marqués de Rupit, XII marqués de las Torres,  XI marqués de Vilanant (por rehabilitación a su favor en 1921), VIII conde de Castellflorit, (rehabilitado a su favor en 1921), y XII vizconde de Alquerforadat, vizconde de Ebol, gentilhombre grande de España con ejercicio y servidumbre del rey Alfonso XIII. Era hijo de Jaime de Silva y Campbell, XIX duque de Lécera, X duque de Bournonville y senador vitalicio, y de su esposa Agustina Mitjans y Manzanedo.
- Jaime de Silva y Agrela (1910-1996), III conde de Agrela,[10] XX conde de Salinas por cesión paterna (decreto del 25 de mayo de 1951),[7] XXI duque de Lécera,[9] XIII duque de Bournonville, IX marqués de Fuentehoyuelo, XIII marqués de las Torres, XI marqués de Rupit, IX conde de Castellflorit, XIII conde de Vallfogona, XXI duque de Lecera y XV vizconde de Alquerforadat.

Casó el 29 de junio de 1945 con Ana María de Mora y Aragón (1921-2006), hija de Gonzalo de Mora, IV marqués de Casa Riera, y hermana de Fabiola de Mora y Aragón, anterior reina consorte de los belgas. Le sucedió su hijo:
- Jaime de Silva y Mora (Madrid, 31 de mayo de 1946-22 de mayo de 2007), IV conde de Agrela,[7] XXI conde de Salinas[7] y XXII duque de Lécera.[9]

Casó en 1978 con María Leticia Allende y Milans del Bosch (1952-2008). Le sucedió su hija:
- Flavia de Silva y Allende (n. Madrid, 30 de abril de 1986), V condesa de Agrela.[11][12]